# Трамп, Дональд (онколог)
Дональд Линн «Скип» Трамп (англ. Donald Lynn "Skip" Trump, род. 31 июля 1945, Гринкасл, Индиана) — американский онколог, с января 2015 года исполнительный директор и главный исполнительный директор Института онкологии Инова Шара в Фолс-Черч, штат Вирджиния. Он не является родственником президента США Дональда Трампа.

## Ранние годы и образование
Трамп вырос в Хадсоне, штат Нью-Йорк. Он получил степень бакалавра и степень доктора медицины в Университете Джонса Хопкинса, где также прошёл стажировку и ординатуру.

## Карьера
Первая академическая должность Трампа была в Военно-морской больнице Филадельфии. Его последующие должности включали работу в Университете Джонса Хопкинса, Университете Дьюка и Университете Питтсбурга. В 2002 году он присоединился к Roswell Park Comprehensive Cancer Center в качестве заместителя директора института и старшего вице-президента по клиническим исследованиям. В 2007 году он стал президентом Центра и занимал эту должность до выхода на пенсию в декабре 2014 года. Председатель совета директоров Roswell Park заявил, что «клинические доходы Roswell Park продолжают расти и его уникальные программы ухода за пациентами продолжают развиваться, поскольку доктор Трамп находится в авангарде «процесса трансформации» в институте». Кроме того, он возглавил несколько важных инициатив, которые имеют большой потенциал для укрепления сотрудничества с местными и региональными партнёрами в сфере здравоохранения, тем самым принося пользу онкологическим больным не только в Розуэлл-Парке, но и в северной части штата Нью-Йорк».

## Отношения с бывшим президентом Дональдом Трампом
Помимо своей работы в области онкологии, Трамп известен тем, что у него такое же имя и фамилия, как у бизнесмена и 45-го президента США Дональда Дж. Трампа, хотя они не являются родственниками. Это привело к тому, что многие люди на протяжении десятилетий спрашивали, имеет ли он какую-либо связь с бизнесменом. Его окрестили «другим Дональдом Трампом». Однако на выборах 2016 года он поддержал оппонента Трампа — Хиллари Клинтон. В 2010 году Дональд Дж. Трамп позвонил доктору Трампу, чтобы попытаться убедить его включить сына одного из друзей бизнесмена в клиническое исследование. В то время сына собирались допустить к участию в судебном процессе. Услышав эту новость, бизнесмен Трамп отклонил предложение доктора Трампа побрить голову для мероприятия «Лысый за баксы», но всё равно выписал доктору чек на 30 000 долларов через Фонд Дональда Дж. Трампа. В видео того же года бизнесмен Трамп сказал: «Дональд Л. Трамп, то есть вы, вероятно, важнее, чем Дональд Дж. Трамп, то есть я».

## Награды и почести
Трамп получил премию за жизненные достижения в области медицины/бизнеса от колледжа Медейл и премию выдающегося выпускника от Ассоциации выпускников Университета Джонса Хопкинса.